# Justin Doellman
Justin Joseph Doellman (Cincinnati, Ohio 03 de fevereiro de 1985), é um basquetebolista profissional norte americano que atualmente joga pelo Budućnost.